# New Delhi Heroes FC
New Delhi Heroes FC ist ein Fußballverein aus Neu-Delhi, Indien. Derzeit spielt er in der zweiten Liga des Landes, der I-League 2. Division. Seine Heimspiele trägt der Verein im Ambedkar-Stadion aus. Seine große Zeit hatte der Verein in den 50er Jahren, als er sechsmal die regionale Amateurmeisterschaft von Delhi gewann. Erst 2008 konnte diese Meisterschaft erneut gewonnen werden.

## Vereinserfolge

### National
- Delhi League

Meister 1953, 1954, 1955, 1956, 1958, 1959